# Viva (Bolivia)
A Nuevatel PCS de Bolivia S.A., conhecida comercialmente como VIVA, é uma operadora de telecomunicações da Bolívia. Fundada em 1999, foi pioneira na revolução tecnológica do país, sendo a primeira empresa a lançar redes 3G e 4G LTE, além de liderar processos de transformação digital. Em 2025, tornou-se a primeira operadora boliviana a lançar uma Super App, integrando serviços de autogestão, benefícios exclusivos, compras, entretenimento, soluções financeiras e navegação com zero rating – tudo em uma única plataforma, estabelecendo um novo padrão de experiência digital. Atualmente, está entre as maiores empresas de telecomunicações do país.

## História

### 1999 – Fundação
A Nuevatel PCS de Bolivia S.A. foi criada em 1999 como resultado de uma aliança entre a Western Wireless International (com 72% de participação) e a cooperativa boliviana COMTECO (com 28%). As operações comerciais iniciaram em 2000 sob a marca VIVA, com foco em inovação tecnológica nos serviços móveis.

### 2000–2004 – Pioneirismo em CDMA
Nos primeiros anos, a VIVA foi uma das primeiras operadoras da Bolívia a introduzir a tecnologia CDMA (Code Division Multiple Access), diferenciando-se das concorrentes que utilizavam redes GSM.

### 2005 – Fusão e criação da Trilogy
Em 9 de janeiro de 2005, a Western Wireless anunciou sua fusão com a Alltel Corporation, empresa de telecomunicações dos Estados Unidos. O acordo foi aprovado em 29 de julho e concluído em 1º de agosto de 2005.
Após a fusão, os fundadores da Western Wireless, John W. Stanton e Theresa Gillespie, fundaram a Trilogy International Partners, mantendo o controle da Nuevatel por meio de duas holdings registradas em Delaware: Western Wireless International Bolivia II e Western Wireless International Bolivia Corp.

### 2010 – Primeira rede 3G da Bolívia
A VIVA fez história ao se tornar a primeira operadora móvel a lançar a rede 3G na Bolívia, melhorando significativamente a velocidade e qualidade do acesso à internet móvel.

### 2014 – Primeira rede 4G LTE da Bolívia
Em 2014, a VIVA reafirmou sua posição de liderança tecnológica ao lançar a primeira rede 4G LTE do país, permitindo conexões móveis mais rápidas em todo o território.

### 2017 – Lançamento do app VIVA
Em 17 de novembro de 2017, a VIVA lançou seu primeiro aplicativo de autogestão de serviços, a VIVA App, permitindo que os usuários gerenciem suas linhas e consumo de forma digital.

### 2021 – Aquisição pela Balesia Technologies
Em setembro de 2021, o grupo internacional Balesia Technologies adquiriu as holdings Western Wireless International Bolivia II e Western Wireless International Bolivia Corp., tornando-se o acionista majoritário da Nuevatel PCS de Bolivia S.A. Essa aquisição marcou uma nova fase estratégica com foco na modernização tecnológica, expansão digital e reposicionamento da marca.

### 2025 – Primeira Super App de telecomunicações da Bolívia
Em 2025, a VIVA tornou-se a primeira operadora da Bolívia a lançar uma Super App, desenvolvida sobre a plataforma ALVA. O objetivo da aplicação é democratizar o acesso digital, oferecendo navegação sem consumo de dados móveis (zero rating). A Super App reúne funcionalidades como autogestão, compras, fidelização, entretenimento e soluções financeiras, tudo em um ecossistema digital unificado.

### Liderança em IA e desenvolvimento sustentável
A VIVA lidera a criação da Mesa de Trabalho sobre Inteligência Artificial e Digitalização para o Desenvolvimento Sustentável, no âmbito do Pacto Global das Nações Unidas, reafirmando seu compromisso com a transformação tecnológica, a inclusão digital e a sustentabilidade no país.

## Serviços para pessoas
A VIVA oferece uma ampla gama de serviços móveis, digitais e de valor agregado para usuários individuais em todo o território boliviano. Destaca-se como uma empresa inovadora, sendo a primeira a lançar 3G (2010), 4G LTE (2014) e, em 2024, uma Super App com navegação gratuita (zero rating).

### Telefonia móvel
- Planos pré-pagos: permitem recargas flexíveis e ativação de pacotes diários, semanais, ilimitados ou por aplicativo. Campanhas como RompeBolsas e sMartes oferecem bônus de voz, dados e entretenimento.
- Planos pós-pagos (Planos WOW): incluem dados móveis, chamadas ilimitadas, promoções digitais exclusivas e acesso gratuito à plataforma Paramount+.

### Internet móvel
- Cobertura nacional com tecnologia 3G e 4G LTE.
- Opções de pacotes:
  - Diários (a partir de 200 MB).
  - Ilimitados, por hora ou por aplicativo.
  - Semanais e mensais, com bônus adicionais para recargas feitas pela Super App.

### Super App VIVA
Lançada em 2024, é a primeira Super App de telecomunicações da Bolívia. Permite:
- Consultar saldo, pagar faturas e comprar pacotes.
- Acessar benefícios exclusivos, descontos e sorteios.
- Participar de jogos e programas de fidelidade, como o Bonus Club.
- Navegar gratuitamente (zero rating): os usuários acessam todos os recursos da app – incluindo redes sociais integradas – sem consumir dados móveis.

### BONUS: Programa de fidelidade
O programa BONUS recompensa a interação dos usuários com pontos que podem ser trocados por vantagens.
- Bonus Club: clube de fidelidade onde se acumulam pontos por recargas, compras no app, jogos (como roletas) e outras ações digitais.
- Os pontos podem ser trocados por pacotes de dados, descontos, brindes digitais e experiências exclusivas.

### Entretenimento digital
A VIVA investe em entretenimento e games com projetos próprios e parcerias globais:
- Batalla en el Salar: Ilha VIVA x Fortnite – experiência imersiva com conteúdo e narrativa inspirados na Bolívia.
- Épico – plataforma de vantagens com conteúdos de música e jogos.
- Planos WOW com acesso gratuito à Paramount+, sem custo extra para o usuário.

## Serviços para empresas (Divisão Corporativa)
A Divisão Corporativa da VIVA oferece soluções integradas em conectividade e digitalização para empresas, instituições públicas e pequenas e médias empresas (PMEs), com foco em produtividade, segurança e automação.

### Principais serviços:
- Marketing Direto: campanhas digitais personalizadas via SMS, e-mail e push notifications.
- Internet Dedicado para Empresas: conexão de alta velocidade com estabilidade e suporte técnico especializado.
- Plataforma CRM SaaS: sistema de gestão de clientes baseado em nuvem, com automação de processos e gestão comercial.
- VPN Empresarial: redes privadas e seguras para comunicação entre unidades e trabalho remoto.
- Planos Móveis Corporativos: planos sob medida com controle de consumo, dados compartilhados e benefícios para equipes de trabalho.